# 窪田武二郎
窪田 武二郎（くぼた たけじろう、1891年（明治24年）7月5日 - 1970年（昭和45年）3月17日）は、大日本帝国陸軍軍人。最終階級は陸軍少将。

## 経歴
1891年（明治24年）に山梨県で生まれた。陸軍士官学校第25期卒業。1936年（昭和11年）8月に陸軍省軍務局馬政課長に就任した。1937年（昭和12年）11月に騎兵第27連隊長に転じ、1938年（昭和13年）7月に陸軍騎兵大佐に進級した。1939年（昭和14年）8月に陸軍省兵務局附を経て、1941年（昭和16年）3月に騎兵第71連隊長に就任した。
1942年（昭和17年）8月1日に陸軍少将に進級し、神戸連隊区司令官に就任した。1944年（昭和19年）8月22日に歩兵第72旅団長（第13軍・第65師団）に転じ、中国戦線に出征して徐州の守備に任じた。1945年（昭和20年）3月31日に北支那方面軍司令部附となり、4月15日に第11独立警備隊司令官（北支那方面軍・第43軍）に就任し、終戦時は兗州に位置した。